# Komuna e Istogut
Komuna e Istogut är en kommun i Kosovo. Den ligger i den nordvästra delen av landet, 60 km väster om huvudstaden Priština. Antalet invånare är 39 289. Arean är 454 kvadratkilometer.
Terrängen i Komuna e Istogut är varierad.